# Emiliano Zapata, Morelos
Emiliano Zapata là một đô thị thuộc bang Morelos, México. Năm 2005, dân số của đô thị này là 69064 người.